# 光明山 (新潟県)
光明山（こうみょうさん）は新潟県三条市にある山。標高879メートル。越後百山の1つ。
三条市の東南に位置しており、砥沢川を挟んで東に毛無山（1049.7メートル）、北にコマアナ山（942.9メートル）がある。山体は凝灰岩と石英粗面岩からなっており、かつて良質の砥石の産地として知られた。笠堀ダム付近から万之助山（826.5メートル）を経由して光明山に向かう登山道は、砥沢川の上流で採掘された砥石を運ぶために拓かれた道であり、昔は33体の観音石仏が頂上にかけて祀られていたという。
登山口から山頂までは3時間30分ほどの行程だが、2011年（平成23年）7月の豪雨災害により土砂崩れが発生。2022年（令和4年）現在も整備困難な崩落個所が残っていることから事実上の登山禁止となっている。